# Parafia Przemienienia Pańskiego w Wąsoszu
Parafia pw. Przemienienia Pańskiego w Wąsoszu – rzymskokatolicka parafia należąca do dekanatu Szczuczyn, diecezji łomżyńskiej, metropolii białostockiej.

## Historia
Parafia została erygowana w 1436 z fundacji księcia Władysława. Kościół murowany w stylu gotyckim pw. Przemienienia Pańskiego zbudowany w latach 1508-1534 staraniem ks. prob. Andrzeja Noskowskiego, późniejszego biskupa płockiego.

## Zasięg parafii
Do parafii należą wierni z następujących miejscowości: Wąsosz, Bagienice, Godlewo, Grądy-Michały, Grądy-Możdżenie, Grozimy, Kędziorowo, Kolonia Gródź, Komosewo, Koniecki-Rostroszewo, Koniecki Małe, Kudłaczewo, Łempice, Milewo, Niećkowo, Niedźwiedzkie, Obrytki, Pasichy, Sokoły, Sulewo-Kownaty, Sulewo-Prusy, Świdry-Awissa, Wojsławy, Zaborowo, Zalesie i Żebry.